# Internationell atomtid
Internationell atomtid eller TAI (förkortning av Temps Atomique International) är en tidsskala som bestäms genom en sammanvägning av mätvärden från olika atomur. Ungefär 250 atomur fördelade över ett 60-tal institutioner i olika delar av världen bidrar till att fastställa tidsskalan. Beräkningen utförs av BIPM och resultatet publiceras varje månad.

## Beskrivning
Skalan avser koordinerad tid, vilket innebär att tiden betraktas som en dimension i rumtiden jämsides med de tre rumsdimensionerna. Tiden och grundenheten på TAI är tidskoordinaten vid jordens havsnivå, mätt i sekunder. Denna tid är helt oberoende av solens läge i förhållande till jordytan, och sedan 1 januari 1958, då TAI ställdes in efter soltiden (UT1), har soltiden dragit sig ungefär 32 sekunder efter atomtiden. TAI anses därför vara olämplig för vardagliga och astronomiska tillämpningar. För dessa användningsområden finns tidsskalan UTC, som följer TAI men med skottsekunder insatta för att korrigera skillnaden mellan definitionen för ett dygn (86 400 sekunder) och jordrotationens något instabila periodtid som kan variera med någon eller några tusendels sekunder per dygn.
UTC finns definierad i CCIR Rec 420–1 (1986). I denna rekommendation ges preferens för insättning av skottsekund vid utgången av december och juni månader. Som andrahandsval rekommenderas utgången av mars och september. Hittills (2006) har ännu andrahandsvalet inte utnyttjats.

## Historik
UTC-skalan baserades ursprungligen på den sekund som räknades fram ur medelsoldygnet år 1820. Sedan man övergått till TAI som referens nollställde man skalorna 1973, så att UTC då gavs eftersläpningen 10 s. Man har av praktiska skäl bestämt att UTC ska ges skottsekund först då felet UT1 – UTC överstiger 0,9 s. Utvecklingen av skottsekundens insättande framgår av tabellen härintill. Ett närmare studium av tabellen visar att insättning av skottsekunder sker med allt längre intervall. Jordrotationens avstannande tycks alltså f n lugna ner sig.
Från 1 januari 1999 till 31 december 2005 var skillnaden mellan UTC och TAI (UTC – TAI) = −32 sekunder, från 1 januari 2006 är skillnaden −33 sekunder. Skottsekunderna gör att det inte är möjligt att utan vidare beräkna tidsintervallet mellan två tidpunkter på UTC-skalan, varför TAI används i många vetenskapliga sammanhang, där den exakta varaktigheten av något långtidsförlopp har betydelse.

## Jordens rotation
Jorden roterar oregelbundet, varför det för närvarande inte finns möjlighet att med någon större noggrannhet långt i förväg beräkna när det är dags att sätta in en skottsekund. BIPM avgör en kort tid före varje halvårsskifte om skottsekund ska sättas in eller inte. Ett normalt år slutar med utgången av den sextionde sekunden efter kl 23:59 och i exakt samma ögonblick börjar det nya året kl 00:00 just då första sekunden "föds". När skottsekund ska sättas in löser normaltidstationerna (exempelvis DCF77) problemet genom att först sända koden för sekund nr 60 (som aldrig används när skottsekund inte ska sättas in) och en sekund senare koden för sekund nr 00. Man sänder alltså i princip samma sekund två gånger, varmed problemet blir löst. Lyckligtvis har det hittills aldrig hänt att man behövt "korrigera baklänges" med något slags "negativ skottsekund".